# José Alberto Lopes de Castro Pinto
Dom José Alberto Lopes de Castro Pinto (Itaqui, 5 de agosto de 1914 - Guaxupé, 6 de março de 1997) foi um bispo católico brasileiro. Foi bispo auxiliar do Rio de Janeiro e o sétimo bispo diocesano de Guaxupé.

## Biografia
Dom José Alberto foi ordenado padre no dia 6 de abril de 1938. Em 1964 foi nomeado bispo titular de Hierapolis in Isauria e auxiliar do Rio de Janeiro e recebeu a ordenação episcopal no dia 1 de maio das mãos do cardeal Dom Jaime de Barros Câmara, então arcebispo do Rio de Janeiro.
Participou de duas sessões do Concílio Vaticano II em 1964 e em 1965.
Em 1968, no dia 4 de abril, foi realizada missa fúnebre do estudante Edson Luís na na Igreja da Candelária, morto pela repressão da Ditadura Militar. Ao final da missa, o esquadrão de cavalaria da polícia perseguiu e espancou aqueles que saiam da Igreja. O Bispo Dom José de Castro junto com outros quinze celebrantes deram as mãos e formaram um círculo em voltas das pessoas, buscando proteger as pessoas e impedir o ataque dos policiais montados com espadas nas mãos
Em 1989 tornou-se bispo emérito de sua diocese, sendo sucedido por Dom José Geraldo Oliveira do Valle. Faleceu em Guaxupé em 6 de março de 1997, aos 82 anos de idade.